# Пашко, Иосиф
Иосиф Пашко (алб. Josif Pashko; 25 мая 1918, Водица — 5 сентября 1963, Тирана) — албанский коммунистический политик, секретарь ЦК АПТ, заместитель генпрокурора и министра внутренних дел, министр госконтроля и министр строительства НРА. Активный участник политических репрессий при правлении Энвера Ходжи.

## Коммунист-комиссар
Родился в семье православного священника Пашко Водицы — будущего архиепископа Тиранского Паисия. Окончил педагогическое училище в Эльбасане. Работал учителем в разных городах округа Колёня.
С юности Иосиф Пашко примыкал к коммунистическим группам (в мемуарах Панди Кристо он упоминается как член ядра Корчинской группы в Эрсеке в 1930-х годах). Однако после итальянской оккупации Албании он подписал обязательство лояльности новому фашистскому режиму. Тем не менее, оккупационные власти отстранили его от преподавания по подозрению в симпатии к Греции во время итало-греческой войны (чрезвычайный комиссар в Корче Зеф Кадарья писал, что, когда греческие войска вступили в Албанию, «Иосиф оказался ярым грекофилом, настолько, что он записался на языковые курсы в Корче. Он назвал грекам имена людей, которые сражались против них»). В августе 1941 года даже был арестован, но был освобождён за отсутствием доказательств.
В мае 1942 Иосиф Пашко вступил в Коммунистическую партию Албании (КПА; с 1948 — Албанская партия труда, АПТ). Был политкомиссаром в нескольких батальонах НОАА.

## В госбезопасности и прокуратуре
В 1944 войска НОАА вступили в Тирану, к власти пришла КПА во главе с Энвером Ходжей. Иосиф Пашко поступил на службу в органы госбезопасности. Участвовал в политических репрессиях. В 1946 был назначен заместителем генпрокурора НРА Бедри Спахиу.
Иосиф Пашко был государственным обвинителем на процессах 1947 по делу Депутатской группы. Формулировал политические обвинения в а отношении оппозиционных депутатов Народного собрания, требовал суровых приговоров. По итогам процессов были казнены более двадцати человек, более тридцати получили длительные сроки заключения.

## В правительстве и ЦК
В 1950—1951 Иосиф Пашко — заместитель министра внутренних дел Мехмета Шеху. В 1951—1952 — министр государственного контроля.
С апреля 1952 Иосиф Пашко кооптирован в ЦК АПТ, в 1952—1954 — секретарь ЦК. Курировал идеологическое направление в части «борьбы с титоизмом». Резко обличал «югославский ревизионизм», «фашистскую клику Тито» (при том, что в 1947 требовал смертных приговоров за выступления против союза с Югославией).
В 1954 Пашко был переведён в хозяйственный аппарат. До 1963 занимал должность министра строительства. В 1959 его именем был назван цементный комбинат. Был депутатом Народного собрания. Состоял в первом составе правления тиранского ФК «Динамо». Скоропостижно скончался в возрасте 45 лет.

## Семья
Иосиф Пашко был женат на члене ЦК АПТ Элени Терези. Иосиф, жена Элени и отец Паисий создавали своеобразный клан Пашко, в котором переплетались высший партийный орган и верхушка православной иерархии. Отец-архиепископ умер через три года после сына — за год до того, как Энвер Ходжа начал репрессивную кампанию тотальной атеизации.
Экономист Грамоз Пашко, сын Иосифа Пашко, в 1990 стал одним из учредителей антикоммунистической Демократической партии Албании (ДПА). Он активно участвовал в свержении коммунистического режима.
В мае 1992 по указанию нового президента-антикоммуниста Сали Бериши, лидера ДПА, была проведена эксгумация останков покойных руководителей АПТ, в том числе Иосифа Пашко. Это вызвало негодование Грамоза Пашко и способствовало его разрыву с Беришей.